# ویم آندریسن جونیور
ویم آندریسن جونیور (هلندی: Wim Anderiesen Jr.؛ ۲ سپتامبر ۱۹۳۱ – ۲۷ ژانویهٔ ۲۰۱۷) یک بازیکن فوتبال اهل هلند بود.

## باشگاهی
از باشگاه‌هایی که در آن بازی کرده‌است می‌توان به آژاکس آمستردام اشاره کرد.